# Die erste Polka
Pour plus de détails, voir Fiche technique et Distribution.
Die erste Polka est un film allemand réalisé par Klaus Emmerich, sorti en 1979.

## Fiche technique
- Titre : Die erste Polka
- Réalisation : Klaus Emmerich
- Scénario : Helmut Krapp d'après le roman de Horst Bienek
- Musique : Edward Aniol
- Photographie : Michael Ballhaus
- Montage : Hannes Nikel
- Production : Helmut Krapp
- Société de production : Bavaria Atelier et Neue Deutsche Filmgesellschaft
- Pays :  Allemagne de l'Ouest
- Genre : Drame
- Durée : 96 minutes
- Dates de sortie : 
  -  Allemagne de l'Ouest : 28 février 1979

## Distribution
- Maria Schell : Valeska Piontek
- Erland Josephson : Leo Maria Piontek
- Guido Wieland : Montag
- Ernst Stankovski : Wondrak
- Claus Theo Gärtner : Metzmacher
- René Schell : Josef Piontek
- Marco Kröger : Andreas
- Miriam Geissler : Ulla
- Eva Maria Bauer : tante Lucie
- Jan Biczycki : Pattas
- Marie Bardischewski : Wassermilka
- Regine Lamster : Irma
- Markus Stolberg : lieutenant Heiko
- Jessica Früh : Halina
- Ursula Strätz : la veuve Zoppas
- Holger Hildmann : Klingsor
- Maria Donnerstag : la veuve Kupka

## Distinctions
Le film a été présenté en sélection officielle en compétition lors de Berlinale 1979.